# Caso Mujeres de Atenco VS Estado Mexicano
El Caso Atenco (mujeres víctimas de violencia sexual) vs México es una sentencia de la Corte Interamericana de Derechos Humanos, máximo órgano de justicia del Continente Americano, del 28 de noviembre de 2018 sobre la responsabilidad del Estado Mexicano por la violencia sexual cometidas contra 11 mujeres por policías en el municipio de San Salvador Atenco en el Estado de México, en 2006.  Se le reconoce como una sentencia histórica. 

## Hechos
Durante los días 3 y 4 de mayo del año 2006, aproximadamente 700 agentes de la Policía Federal Preventiva (PFP) y 1, 815 agentes municipales y estatales llegaron la carretera Texcoco-Lechería para reprimir manifestaciones que se llevaban a cabo en dichos municipios contra el proyecto Aeroportuario del gobierno federal en sus tierras por parte de activistas y personas solidarias con el proceso social del Frente de Pueblos en defensa de la Tierra (FPDT).
Durante el operativo, fueron detenidas once mujeres y mientras eran trasladadas e ingresadas al Centro de Readaptación Social “Santiaguito” sufrieron diversas formas de violencia (física, psicológica y sexual, amenazas de muerte y de dañar a sus familias) por parte de los agentes de policía. Sin embargo, no se les tomaron en cuenta sus declaraciones y el médico general del lugar se negó a realizarles exámenes ginecológicos y reportar la violencia sexual.

## Proceso jurídico
En el año 2016 la CIDH aceptó el Caso Mujeres Víctimas de tortura Sexual en Atenco vs México. El 28 de noviembre de 2018,  emitió una sentencia contra el Estado Mexicano, reconociendo once víctimas, y concluyendo que los policías abusaron de la fuerza de manera ilegítima, innecesaria, excesiva e inaceptable. 
La sentencia emitida, responsabilizó al Estado Mexicano por el abuso de fuerza sin regulación, supervisión o monitoreo contra mujeres que realizaban conductas pacíficas. Analizó y calificó la violencia sexual como actos constitutivos de tortura, una de las formas más graves de violencia de género, y también como una forma intencional de control social represivo con el fin de intimidar a quienes se manifestaron.
El Estado Mexicano reconoció parcialmente su responsabilidad en el caso, al cual le dieron como límite a finales del año 2019 para realizar una serie de acciones, enfocadas en la reparación del daño a las víctimas. Entre ellas, destacó el realizar un acto público de reconocimiento de responsabilidad internacional, de disculpas públicas ante las víctimas y la garantía de no repetición.

## Sentencia
El 28 de noviembre de 2018, la Corte Interamericana de Derechos Humanos adoptó su sentencia en la que declara la responsabilidad del Estado Mexicano por las violaciones a derechos humanos y de violencia cometidas contra las once mujeres, incluyendo detenciones arbitrarias; tortura física, psicológica y sexual; y falta de acceso a la justicia. Asimismo, la CIDH ordenó al Estado Mexicano investigar y sancionar a todos los responsables de estos hechos a todos los niveles,  fortalecer su mecanismo interinstitucional contra la tortura sexual a mujeres y crear un observatorio independiente de las fuerzas policiales a nivel federal y del Estado de México, así como brindar medidas de atención y rehabilitación a las mujeres. La sentencia fue notificada el 21 de diciembre de 2018.

## Campañas
En 2013, se lanzó una campaña en redes sociales titulada Una foto por las mujeres de Atenco, en la cual participaron más de 10 países expresando su solidaridad mientras se llevaba a cabo la audiencia ante la CIDH la cual recabó alrededor de 400 fotografías. Entre los países que participaron de esta iniciativa están Alemania, Argentina, Colombia, Congo, Estados Unidos, España, Italia, Reino Unido y aproximadamente 15 estados de la República Mexicana, entre otros.
El 5 de mayo de 2014 se presentó la campaña Rompiendo el Silencio: Todas Juntas contra la Tortura Sexual, una iniciativa que fue impulsada por las 11 mujeres denunciantes de tortura en Atenco: Ana María, Italia, Claudia, Cristina, Edith, Mariana, María Patricia, Norma, Patricia, Gabriela y Yolanda, en el contexto del octavo aniversario de las mujeres denunciantes de tortura sexual y que busca generar lazos de solidaridad con otras mujeres sobrevivientes de tortura sexual a la que invitaron a otros casos similares, volviéndola un espacio de solidaridad para sobrevivientes.